# مراقبة الانتحار
مراقبة الانتحار هي عملية مراقبة مكثفة تستخدم للتأكد من عدم تمكن أي شخص من محاولة الانتحار. عادةً ما يستخدم هذا المصطلح للإشارة إلى النزلاء أو المرضى في سجن أو مستشفى أو مستشفى للأمراض النفسية أو قاعدة عسكرية. يتم وضع الأشخاص تحت مراقبة الانتحار عندما يُعتقد أنهم يظهرون علامات تحذيرية تشير إلى أنهم قد يكونون معرضين لخطر ارتكاب أذى جسدي أو قتل أنفسهم عمدًا.

## استمارة
توجد أشكال مختلفة لمراقبة الانتحار. تتضمن هذه عمومًا أن يكون الشخص تحت مراقبة مستمرة أو متكررة جدًا من أحد الحراس، مثل ضابط السجن أو ضابط الأمن أو النظام، الذي سيتدخل إذا حاول الشخص إيذاء نفسه

### دورية
مراقبة الانتحار الدورية، أو المعروفة ببساطة باسم مراقبة الانتحار، تتضمن مراقبة الشخص من خلال فحوصات دورية متكررة.

### شديد
تتضمن المراقبة أو المراقبة الانتحارية المكثفة مراقبة الشخص باستمرار من قبل شخص قد يتم توظيفه في واحدة من عدة وظائف محتملة، أو الجلوس أو الوقوف على مرأى مباشر من الشخص أو وصول ذراعه إليه. قد يُعرف هذا باسم ١ إلى ١.

## شروط
يتم وضع الأشخاص الخاضعين لمراقبة الانتحار في بيئة يصعب عليهم فيها إيذاء أنفسهم. في كثير من الحالات، سيتم إزالة أي أشياء خطرة من المنطقة، مثل الأدوات الحادة وبعض الأثاث، أو قد يتم وضعها في زنزانة مبطنة خاصة، لا يوجد بها أي بروز من الجدران (على سبيل المثال، خطاف الملابس أو حامل إغلاق الباب) ) لتوفير مكان لربط الرباط، مع وجود شبكة تصريف فقط على الأرض. وقد يتم تجريدهم من أي شيء قد يؤذون أنفسهم به أو يستخدمونه كحبل المشنقة، بما في ذلك الأحزمة وربطات العنق وحمالات الصدر والأحذية وأربطة الأحذية والجوارب والحمالات والنظارات والقلائد وملاءات السرير وغيرها من الأشياء. يُسمح لهم فقط بأطعمة الأصابع الصغيرة ولا يُسمح لهم بالكتب. يمكن استخدام أي قطع كبيرة من الطعام مثل البيتزا أو صفحات كتاب مجعدة للاختناق. وفي الحالات القصوى قد يتم خلع ملابس السجين بالكامل.
في الحالات الأكثر تطرفًا، قد يتم وضع النزلاء في "القيود العلاجية"، وهو نظام تقييدي من أربع أو خمس نقاط. يتم وضع النزيل على ظهره على مرتبة. يتم ربط أذرعهم وأرجلهم إلى الأسفل ويتم وضع حزام على الصدر. في نظام من خمس نقاط، يتم تقييد الرأس أيضًا. يُسمح للنزيل بنطاق من الحركة كل ساعتين، عندما يتم تحرير أحد أطرافه ويسمح له بتحريكه لفترة قصيرة. ثم يتم تقييدهم مرة أخرى، والانتقال إلى الطرف التالي. تتكرر هذه العملية حتى يتم نقل جميع المناطق المقيدة. تستمر هذه العملية عادةً في نوبات مدتها ثماني ساعات، ويلتقي السجين وجهاً لوجه مع أخصائي الصحة العقلية مرة واحدة على الأقل في كل فترة ثماني ساعات. ولا يمكن أن يستمر هذا لأكثر من 16 ساعة متتالية. تتم مراقبة النزيل باستمرار من قبل الموظفين خلال هذا الوقت.
في الحالات القصوى من إيذاء النفس، فقط عندما لا تنجح جميع السبل الأخرى أو تصبح غير عملية، يمكن استخدام أدوية "القيود الكيميائية" لتخدير النزيل. لكي تتمكن المنشأة من تطبيق التقييد الكيميائي، يجب أن تحصل على موافقة/توصية من أخصائي صحة عقلية مرخص، ومدير المنشأة، وأمر من المحكمة.

## الخلافات
غالبًا ما يتم وضع السجناء عراة في زنازين انتحارية، والتي عادة ما تكون خرسانية عارية، وغالبًا ما تكون بدون أسرة (لمنع الشنق باستخدام ملاءات الأسرة)، وتحت مراقبة متكررة أو مستمرة من قبل الحراس. تعتبر الظروف غير الصحية شائعة أيضًا نظرًا لأن ورق التواليت والملابس الداخلية والسدادات القطنية (جميع وسائل الاختناق المحتملة) مقيدة. إن التعرض دون أي وسيلة للتغطية، إلى جانب كونك تحت المراقبة المستمرة، يمكن أن يؤدي إلى تفاقم الاضطراب العقلي، خاصة إذا كان النزيل ضحية لاعتداء جنسي. ظهرت هذه الظروف القاسية إلى النور في عام 1998 عندما اتصلت إليزابيث ب، وهي نزيلة في سجن فرامنغهام في ماساتشوستس بالولايات المتحدة الأمريكية، ببرنامج حواري إذاعي لوصف كيفية معاملتها أثناء مراقبتها للانتحار:
لقد تم وضعي في وضع مقلة العين، وتم تجريدي من متعلقاتي وملابسي، وتم وضعي عارياً في غرفة لا يوجد بها سوى مرتبة بلاستيكية على الأرض. تتم مشاهدته على مدار 24 ساعة يوميًا من قبل رجل أو امرأة. كنت في دورتي الشهرية ولكن بسبب حالتي لم يكن مسموحًا لي أن أرتدي سدادات قطنية أو ملابس داخلية. لقد تعرضت للإذلال الشديد والتدهور. كوني في وضع مقلة العين مع الضباط الذكور، اشتدت حالة اكتئابي. لم أكن أرغب في أن يتم انتهاكي أكثر مما كنت عليه بالفعل، لذلك وضعت المرتبة على النافذة. عندما فعلت ذلك كنت مخالفًا لأنهم لم يتمكنوا من رؤيتي. تم فتح الباب عنوة، وتم تقييدي جسديًا في قيود من أربع نقاط: ذراعاي، وساقاي مفرودتان على شكل نسر، ومقيدان إلى الأرض، وعاريان، وخوذة على رأسي، ورجال ونساء في الغرفة.
إن كونك تحت مراقبة الانتحار لا يضمن أن الشخص لن يقتل نفسه. "آشلي سميث"، وهي نزيلة في منشأة بكندا، قتلت نفسها بينما كانت تحت مراقبة الانتحار في أكتوبر ٢٠٠٧. وكانت الظروف المحيطة بوفاتها موضوع تحقيق آشلي سميث.